# Ust´-Cylma
Ust´-Cylma (ros. Усть-Цильма) – wieś (sieło) w Rosji, w Republice Komi, ośrodek administracyjny rejonu ust-cylemskiego. W 2010 liczyła 4877 mieszkańców.